# Agustín González (Schauspieler)

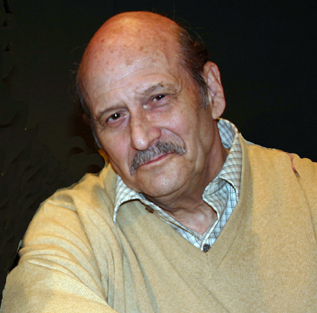
Agustín González (2004)

Agustín González Martínez (* 24. März 1930 in Madrid; † 16. Januar 2005 ebenda) war ein spanischer Schauspieler.
González war einer der beliebtesten Schauspieler des Landes und zeitweise der meistbeschäftigte Darsteller in Spanien. Er spielte in über 180 Filmen mit, bekam aber nie eine Hauptrolle, sondern spielte ausschließlich in Nebenrollen.
Bekannte Regisseure wie Juan Antonio Bardem, Mario Camus, Fernando Fernán Gómez, Eloy de la Iglesia, Pilar Miró, Carlos Saura und Fernando Trueba filmten mit González. Neben seinen Filmrollen trat er auch in zahlreichen Fernsehproduktionen auf und spielte Theater.
Agustín González starb an einer Lungenentzündung.

## Filmografie (Auswahl)
- 1963: Drei gegen Sacramento (Gringo)
- 1964: Cordoba (Llanto por un bandido)
- 1964: Zorros grausamer Schwur (El Zorro cabalga otra vez)
- 1972: La cabina
- 1998: El abuelo